# 布丽塔·奥佩尔特
布丽塔·奥佩尔特（德語：Britta Oppelt，1978年7月5日—），德国女子赛艇运动员。她曾代表德国参加2004年、2008年和2012年夏季奥林匹克运动会赛艇比赛，获得二枚银牌和一枚铜牌。